# Rosendo Hernández
Rosendo Hernández González (Santa Cruz de La Palma, 11 de março de 1922 - 3 de agosto de 2006) foi um futebolista e treinador espanhol.

## Carreira
Rosendo Hernández fez parte do elenco da Seleção Espanhola de Futebol da Copa do Mundo de 1950.